# Оствинд
Флакпанцер IV Оствинд (на немски: Flakpanzer IV "Ostwind"; в превод: Източен вятър) е самоходно противовъздушно оръдие базирано на шасито на Панцер IV. Разработено е през 1944 г. като заместник на предния модел от серията Флакпанцер IV – Wirbelwind.
Куполът на Панцер IV е премахнат и заменен с шестоъгълен купол с отворен покрив, в който е разположено 37 мм оръдие FlaK 43. В допълнение на предвидената противовъздушна роля, скорострелното оръдие е ефективно срещу леки машини и укрепления. Затвореният покрив е за предпочитане, но е изпълнението му в случая е невъзможно поради голямото количество газове отделяни при стрелба. Производството се извършва от компанията Deutsche Eisenwerke в Дуисбург.
Основното предимство на този модел спрямо Wirbelwind е увеличения ефективен обсег на стрелба. Освен това куполът е с по-дебела броня, а в бойното отделение екипажът носи още една MG-34.
По време на войната са построени около 45 машини.